# لیک کیووا (تگزاس)
لیک کیووا (به انگلیسی: Lake Kiowa) یک منطقهٔ مسکونی در ایالات متحده آمریکا است که در شهرستان کوک، تگزاس واقع شده‌است. لیک کیووا ۹٫۸ کیلومتر مربع مساحت و ۱٬۹۰۶ نفر جمعیت دارد و ۲۱۶ متر بالاتر از سطح دریا واقع شده‌است.